# Hypercompe bari
Hypercompe bari är en fjärilsart som beskrevs av Charles Oberthür 1881. Hypercompe bari ingår i släktet Hypercompe och familjen björnspinnare. Inga underarter finns listade i Catalogue of Life.